# Kallisztratosz (filozófus)
Kallisztratosz (3. század) görög szofista filozófus.
Életéről keveset tudunk. Mesterkélt stílusban írt, tanulság nélküli, ránk maradt munkájában a Philosztratoszok mintájára ismertet tíz szobrot, többnyire görögországiakat, de más országbelieket is, például Memnónét Etiópiában.